# Edsåns dämningsområde, Västergötland
Edsåns dämningsområde är en sjö i Karlsborgs kommun och Töreboda kommun i Västergötland och ingår i Motala ströms huvudavrinningsområde. Sjön har en area på 1,08 kvadratkilometer och ligger 117 m ö.h. Sjön ansluter till och är i det närmaste i nivå med Unden, som den avvattnar, och avvattnas i sin tur av av vattendraget Edsån (Sågkvarnsbäcken) vid Edets benstamp och kvarn. 

## Delavrinningsområde
Edsåns dämningsområde ingår i det delavrinningsområde (651318-141764) som SMHI kallar för Nedlagd mätstation. Avrinningsområdets medelhöjd är 140 m ö.h. och ytan är 14,25 kvadratkilometer. Räknas de 9 delavrinningsområdena uppströms in blir den ackumulerade arean 324,03 kvadratkilometer. Edsån (Sågkvarnsbäcken) som avvattnar avrinningsområdet har biflödesordning 2, vilket innebär att vattnet flödar genom totalt 2 vattendrag innan det når havet efter 175 kilometer. Delavrinningsområdet består mestadels av skog (81 procent). Avrinningsområdet har 1,19 kvadratkilometer vattenytor vilket ger avrinningsområdet en sjöprocent på 8,4 procent.